# Diócesis de Reconquista
La diócesis de Reconquista (en latín: Dioecesis Reconquistensis) es una circunscripción eclesiástica de la Iglesia católica en Argentina. Se trata de una diócesis latina, sufragánea de la arquidiócesis de Santa Fe de la Vera Cruz. Desde el 12 de octubre de 2013 su obispo es Ángel José Macín.

## Territorio y organización

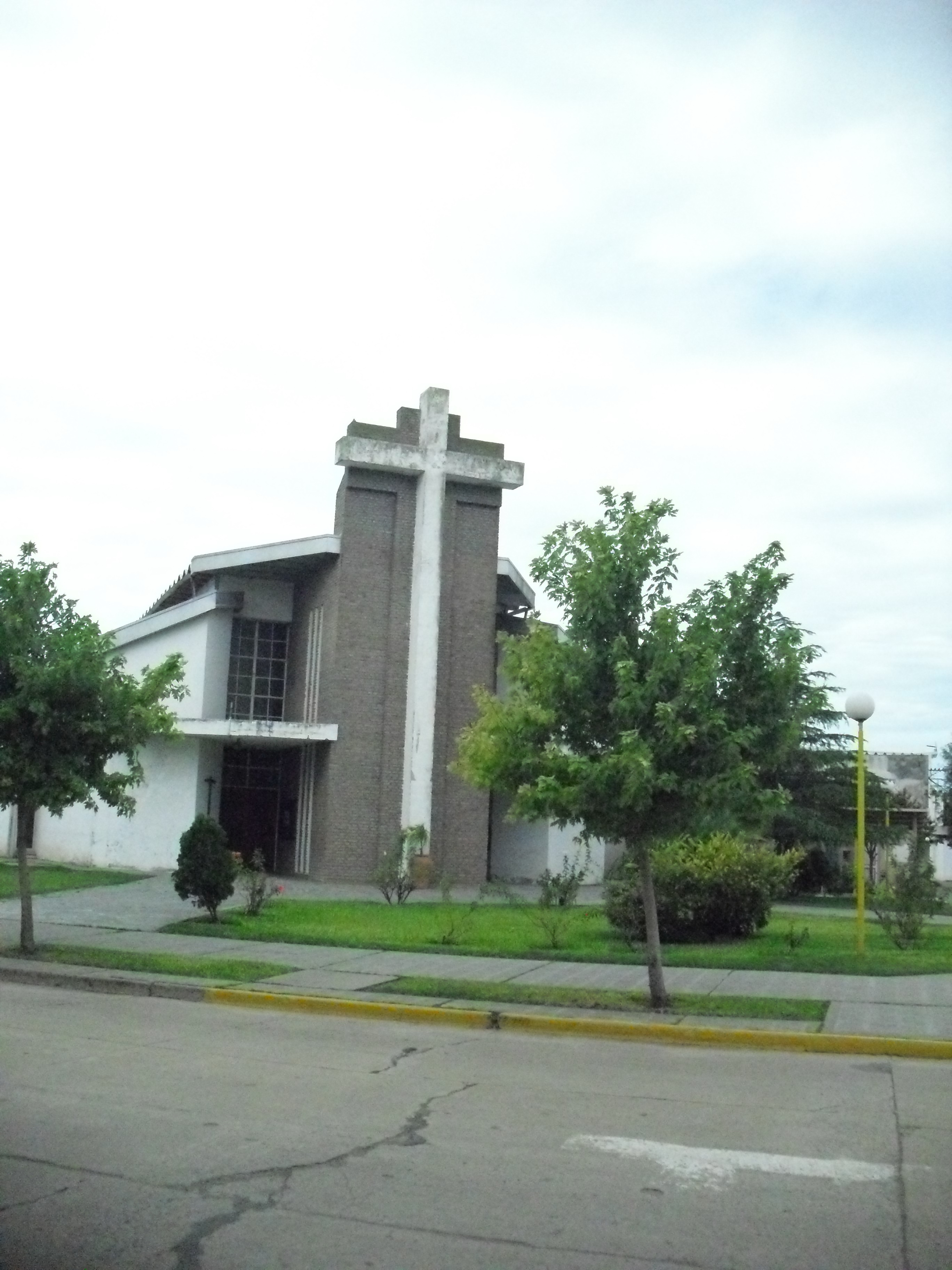
Parroquia San Luis Gonzaga, en Calchaquí

La diócesis tiene 35 000 km² y extiende su jurisdicción sobre los fieles católicos de rito latino residentes en la provincia de Santa Fe: en los departamentos de General Obligado, Vera y la parte norte de San Javier.

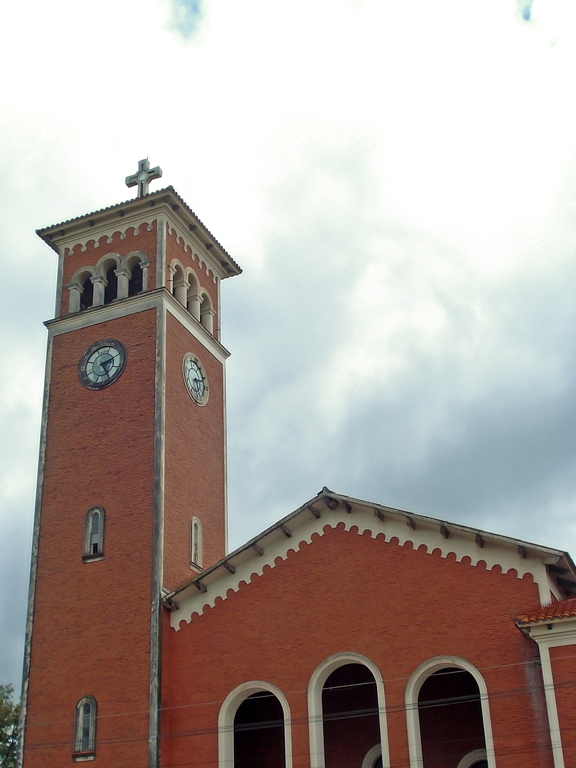
Parroquia Nuestra Señora del Huerto, en Malabrigo

La sede de la diócesis se encuentra en la ciudad de Reconquista, en donde se halla la Catedral de la Inmaculada Concepción. 
En 2020 en la diócesis existían 21 parroquias.

## Historia
La diócesis fue erigida el 11 de febrero de 1957 con bula Quandoquidem adoranda del papa Pío XII, tomando su territorio de la arquidiócesis de Santa Fe (hoy archidiócesis de Santa Fe de la Vera Cruz). Su primer obispo fue Juan José Iriarte, elegido por el papa Pío XII el 23 de octubre de 1957, hasta el 28 de febrero de 1984, día en que fue promovido por el papa Juan Pablo II a la arquidiócesis de Resistencia.
El 1 de octubre de 1958, con la carta apostólica Expedit sane, el papa Pío XII proclamó a san José como patrono principal de la diócesis y a san Juan Evangelista como patrono secundario.
El 10 de abril de 1961 cedió una porción de su territorio para la erección de la diócesis de Rafaela mediante la bula Cum Venerabilis del papa Juan XXIII.
Fabriciano Sigampa fue nombrado por Juan Pablo II el 9 de marzo de 1985 como obispo de la diócesis. Estuvo dirigiendo pastoralmente la diócesis hasta que fue trasladado a la diócesis de La Rioja el 30 de diciembre de 1992. El tercer obispo fue Juan Rubén Martínez, siendo designado por el papa Juan Pablo II el 12 de febrero de 1994, hasta que el 25 de noviembre de 2000 el mismo pontífice lo trasladó como obispo de Posadas.
Andrés Stanovnik fue electo como el cuarto obispo por Juan Pablo II el 30 de octubre de 2001. Ocupó el cargo hasta que el papa Benedicto XVI lo promovió a la arquidiócesis de Corrientes el 27 de setiembre de 2007.
Benedicto XVI eligió a Ramón Alfredo Dus para suceder a Stanovnik el 26 de marzo de 2008. El 21 de febrero de 2013 Benedicto XVI lo eligió como arzobispo de Resistencia. Su sucesor fue Ángel José Macín, quien fue promovido a ese cargo por el papa Francisco el 12 de octubre de 2013.

## Estadísticas
Según el Anuario Pontificio 2021 la diócesis tenía a fines de 2020 un total de 256 600 fieles bautizados.
| Año                                                                             | Población            | Población | Población      | Sacerdotes | Sacerdotes    | Sacerdotes    | Bautizados por sacerdote | Diáconos permanentes | Religiosos | Religiosos | Parroquias |
| Año                                                                             | Bautizados católicos | Total     | % de católicos | Total      | Clero secular | Clero regular | Bautizados por sacerdote | Diáconos permanentes | Varones    | Mujeres    | Parroquias |
| ------------------------------------------------------------------------------- | -------------------- | --------- | -------------- | ---------- | ------------- | ------------- | ------------------------ | -------------------- | ---------- | ---------- | ---------- |
| 1966                                                                            | ?                    | 165 000   | ?              | 40         | 33            | 7             | 0                        |                      | 9          | 23         | 17         |
| 1970                                                                            | 180 000              | 190 000   | 94.7           | 13         | 4             | 9             | 13 846                   |                      | 11         | 115        | 17         |
| 1976                                                                            | 162 000              | 170 000   | 95.3           | 28         | 19            | 9             | 5785                     |                      | 10         | 112        | 17         |
| 1980                                                                            | 167 000              | 182 000   | 91.8           | 26         | 18            | 8             | 6423                     |                      | 11         | 111        | 18         |
| 1990                                                                            | 173 000              | 194 000   | 89.2           | 30         | 23            | 7             | 5766                     |                      | 10         | 90         | 18         |
| 1999                                                                            | 185 000              | 207 000   | 89.4           | 39         | 31            | 8             | 4743                     | 1                    | 11         | 77         | 20         |
| 2000                                                                            | 187 000              | 209 000   | 89.5           | 42         | 34            | 8             | 4452                     | 1                    | 10         | 78         | 20         |
| 2001                                                                            | 181 000              | 205 000   | 88.3           | 40         | 31            | 9             | 4525                     | 1                    | 10         | 76         | 20         |
| 2002                                                                            | 235 000              | 265 000   | 88.7           | 38         | 29            | 9             | 6184                     | 1                    | 11         | 70         | 20         |
| 2003                                                                            | 235 170              | 265 200   | 88.7           | 39         | 30            | 9             | 6030                     |                      | 11         | 64         | 20         |
| 2004                                                                            | 233 000              | 265 000   | 87.9           | 36         | 30            | 6             | 6472                     |                      | 14         | 70         | 20         |
| 2010                                                                            | 240 000              | 273 000   | 87.9           | 44         | 38            | 6             | 5454                     | 1                    | 7          | 58         | 20         |
| 2014                                                                            | 249 000              | 283 000   | 88.0           | 47         | 41            | 6             | 5297                     | 1                    | 7          | 58         | 20         |
| 2017                                                                            | 256 300              | 291 000   | 88.1           | 47         | 41            | 6             | 5453                     | 1                    | 7          | 58         | 20         |
| 2020                                                                            | 256 600              | 299 960   | 85.5           | 36         | 30            | 6             | 7127                     | 8                    | 6          | 36         | 21         |
| Fuente: Catholic-Hierarchy, que a su vez toma los datos del Anuario Pontificio. |                      |           |                |            |               |               |                          |                      |            |            |            |

Tiene 200 iglesias y capillas, 1 monasterio femenino, 3 casas de religiosos y 15 de religiosas. Además, cuenta con 23 centros educativos.

## Episcopologio
| Orden | Imagen | Obispo                       | Inicio                         | Fin                                                       | Referencias |
| 1º    |        | Juan José Iriarte †          | 23 de octubre de 1957          | 28 de febrero de 1984 nombrado arzobispo de Resistencia   | [ 5 ]       |
| 2º    |        | Fabriciano Sigampa †         | '9 de marzo' de 1985           | 30 de diciembre de 1992 nombrado obispo de La Rioja       | [ 6 ]       |
| 3º    |        | Juan Rubén Martínez          | 12 de febrero de 1994          | 25 de noviembre de 2000 nombrado obispo de Posadas        | [ 7 ]       |
| 4º    |        | Andrés Stanovnik, O.F.M.Cap. | 30 de octubre de 2001          | 27 de septiembre de 2007 nombrado arzobispo de Corrientes | [ 8 ]       |
| 5º    |        | Ramón Alfredo Dus            | 26 de marzo de 2008            | 21 de febrero de 2013 nombrado arzobispo de Resistencia   | [ 9 ]       |
| 6º    |        | Ángel José Macín             | Desde el 12 de octubre de 2013 |                                                           | [ 10 ]      |